# Antalya
Antalya este un oraș din sudul Turciei, situat la poalele munților Taurus, pe litoralul Mării Mediterane. Are o populație (împreună cu suburbiile) de cca 700 mii de locuitori. Este centru administrativ al provinciei cu același nume și una din cele mai importante stațiuni de pe litoralul mediteraneean (fiind supranumită și capitala „Rivierei turcești”). Printre obiectivele turistice majore se numără Muzeul regional al Antalyei (cu o bogată colecție arheologică), cartierul vechi al orașului, numit Kaleiçi, unde se află porțile împăratului Hadrian (sec. II), muzeul Kaleiçi (în incinta fostei biserici ortodoxe Sf. Gheorghe), mai multe moschei din perioada otomană, printre care și ruinele moscheii Korkut construită în secolul al II-lea ca templu roman, transformat ulterior în biserică creștină și apoi, în secolul al XV-lea, în moschee ș.a. Este un important port și aeroport internațional.

## Istoria Antalyei
Orașul Antalya se întinde deasupra orașelor antice Pamphylia (la est) și Lycia (la vest).
În anul 150 î.Hr. regele Pergamonului, Attalos al II-lea, a pus bazele orașului Attalia (astăzi Antalya), pentru a găzdui o puternică flotă din Marea Mediterană. În anul 133 î.Hr. orașul a fost lăsat moștenire de către regele Attalos al III-lea Republicii Romane, în timpul conducerii romane acest oraș cunoscând o dezvoltare susținută.

## Demografie

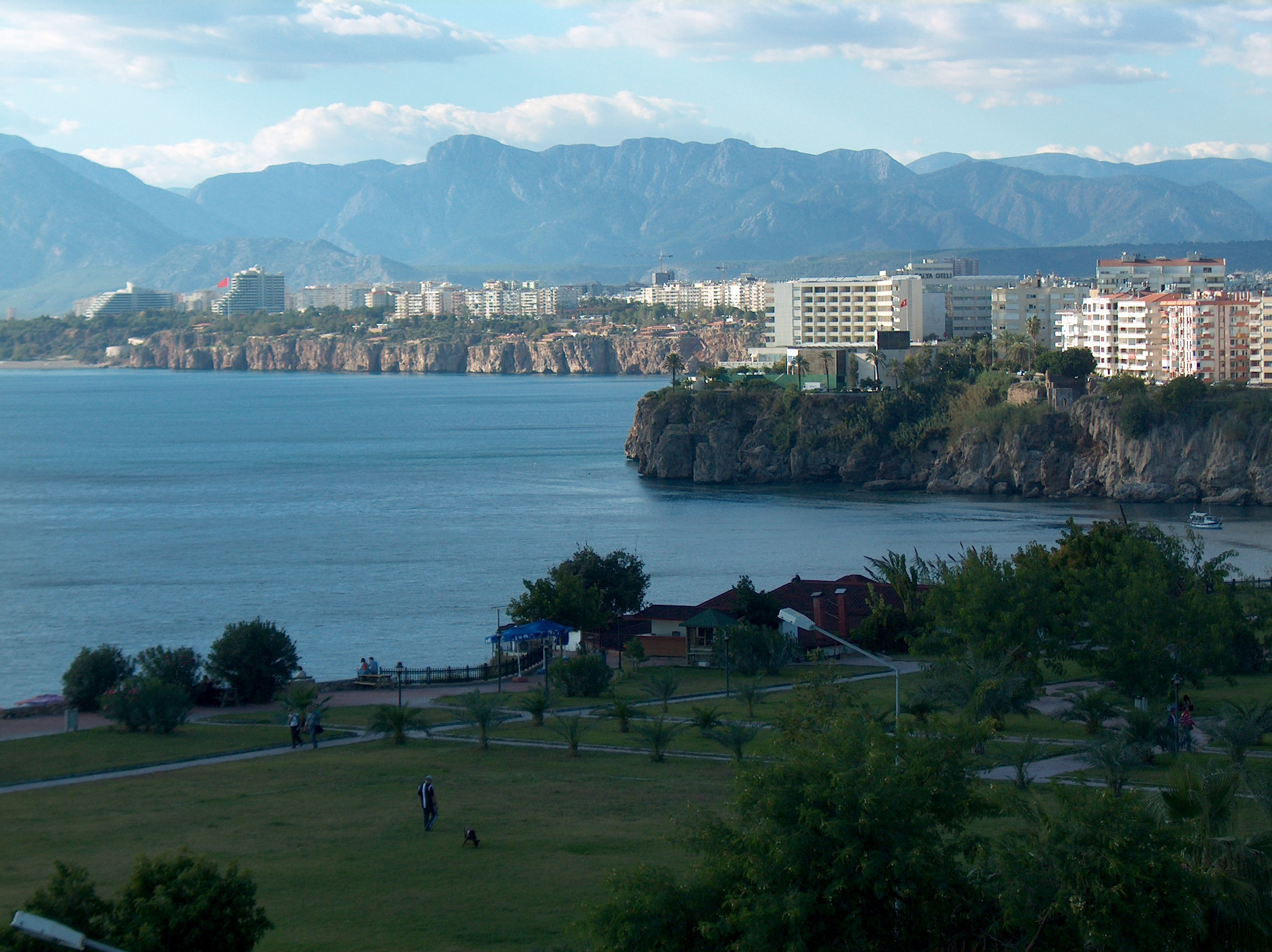
Faleza din Antalya

Evoluția demografică a avut, în general, o curbă ascendentă:
| Anul | Nr.loc.              |
| 1530 | 3.450                |
| 1811 | 8.000                |
| 1870 | 11.000               |
| 1889 | 25.000               |
| 1911 | 25.000               |
| 1927 | 17.000               |
| 1935 | 23.000               |
| 1940 | 25.000               |
| 1945 | 26.000               |
| 1950 | 28.000               |
| 1955 | 36.000               |
| 1960 | 51.000               |
| 1965 | 72.000               |
| 1970 | 95.000               |
| 1985 | 258.139              |
| 1990 | 378.208              |
| 2000 | 603.190              |
| 2007 | 775.157              |
| 2008 | 798.507              |
| 2009 | 998.507              |
| 2010 | 1.001.318            |
| 2011 | 1.002.000            |
| 2014 | 2.222.562            |
| 2016 | 2.328.555            |
| 2018 | 2.418.777 (estimare) |

## Personalități născute aici
- Nermin Bezmen (n. 1954), romancieră;
- Burak Yılmaz (n. 1985), fotbalist.

## Veziși
- Riviera Turcă